# Scytodes apuecatu
Espèce
Scytodes apuecatu est une espèce d'araignées aranéomorphes de la famille des Scytodidae.

## Distribution
Cette espèce est endémique du Goiás au Brésil,. Elle se rencontre vers Colinas do Sul.

## Description
La femelle holotype mesure 4,40 mm.

## Publication originale
- Rheims & Brescovit, 2006 : Spiders of the genus Scytodes Latreille (Araneae: Scytodidae) from Brazilian cerrado and caatinga. Bulletin of the British Arachnological Society, vol. 13, no 8, p. 297-308.